# Twierdzenie Diniego
Twierdzenie Diniego – kryterium badania zbieżności jednostajnej ciągów funkcyjnych funkcji rzeczywistych.

## Twierdzenie
Niech {\displaystyle D\subseteq \mathbb {R} } będzie zbiorem zwartym (np. przedziałem domkniętym), {\displaystyle f_{n},f\colon D\to \mathbb {R} } będą funkcjami ciągłymi i {\displaystyle n\in \mathbb {N} .} Jeśli
1. ciąg {\displaystyle f_{n}} jest monotoniczny,
2. ciąg {\displaystyle f_{n}} jest punktowo zbieżny do {\displaystyle f,}

to jest jednostajnie zbieżny do {\displaystyle f.}

## Uogólnienia
- Niech {\displaystyle (X,d)} będzie lokalnie zwartą przestrzenią metryczną. {\displaystyle f_{n},f\colon X\to \mathbb {R} ,\;n\in \mathbb {N} } będą ciągłe. Jeśli ciąg {\displaystyle f_{n}} jest monotonicznie malejący i punktowo zbieżny do {\displaystyle f,} to jest niemal jednostajnie zbieżny do {\displaystyle f.}
- Niech {\displaystyle X} będzie zwartą przestrzenią topologiczną i niech {\displaystyle f_{n}} będzie monotonicznie rosnącym ciągiem funkcji ciągłych o wartościach rzeczywistych, punktowo zbieżnym do ciągłej funkcji {\displaystyle f\colon X\to \mathbb {R} .} Wówczas ciąg ten jest zbieżny jednostajnie do {\displaystyle f.}